# In Caliente
In Caliente, também conhecido como Viva Señorita (bra: Por Uns Olhos Negros ou Caliente: Por Uns Olhos Negros) é um filme musical estadunidense de 1935, do gênero comédia romântica, dirigido por Lloyd Bacon, estrelado por Dolores del Río, Pat O'Brien, Leo Carrillo, Edward Everett Horton e Glenda Farrell, e coestrelado por Tony e Sally De Marco. O roteiro de Jerry Wald e Julius J. Epstein foi baseado em uma história de Ralph Block e Warren Duff. Os números musicais foram coreografados por Busby Berkeley.
A trama retrata a história de um editor de revista que, em um resort mexicano, começa a cortejar a dançarina que ele criticou na mídia.

## Sinopse
Larry MacArthur (Pat O'Brien), um editor alcoólatra de uma revista sofisticada, é levado ao resort Agua Caliente pelo seu editor, Harold Brandon (Edward Everett Horton), na tentativa de se recuperar e se livrar do vício. Lá, ele se encanta por Rita Gomez (Dolores del Río), sem saber que ela é uma famosa dançarina espanhola pela qual ele havia escrito uma crítica cruel anteriormente. O tio manipulador de Rita, José Gomez (Leo Carrillo), logo percebe o interesse de Larry e tenta lucrar com isso. Rita concorda em flertar com o rapaz para mantê-lo em Caliente como vingança, mas eles acabam se apaixonando. No entanto, o romance dos dois é ameaçado por Clara Thorne (Glenda Farrell), uma mulher interesseira que também está de olho em Larry.

## Elenco
- Dolores del Río como Rita Gomez / La Espanita
- Pat O'Brien como Larry MacArthur
- Leo Carrillo como José Gomez
- Edward Everett Horton como Harold Brandon
- Glenda Farrell como Clara Thorne
- Tony De Marco como Ele mesmo
- Sally De Marco como Ela mesma
- Phil Regan como Peter
- Winifred Shaw como Lois
- Luis Alberni como Magistrado
- George Humbert como Fotógrafo
- Harry Holman como Biggs
- Soledad Jiménez como Empregada de Rita
- Herman Bing como Florista
- Florence Fair como Secretária de Larry
- Judy Canova como Cantora

Notas
- Rita Hayworth teve um pequeno papel não-creditado na época em que ainda era conhecida como Rita Cansino.[5]

## Produção
O título de produção do filme foi "Caliente". As músicas presentes na produção foram tocadas em estações de rádio antes da estreia como uma estratégia de marketing.
O filme foi ambientado e gravado no luxuoso Cassino e Hotel Agua Caliente, em Tijuana, no México. O resort oferecia bebidas alcoólicas durante a Lei Seca nos Estados Unidos, além de entretenimento ao vivo e jogos de cassino que atraíam diversas celebridades de Hollywood.
Números de dança elaborados e coreografados por Busby Berkeley, incluindo o número musical de sucesso "The Lady In Red", foram um componente importante do filme. Os figurinos dessa atração eram na verdade um tom de azul que parecia vermelho quando fotografado em preto e branco.